# Quan Lạn
Quan Lạn là một xã thuộc huyện Vân Đồn, tỉnh Quảng Ninh, Việt Nam.
Xã Quan Lạn có diện tích 39,67 km², dân số năm 1999 là 3.564 người, mật độ dân số đạt 89 người/km².